# Toccolus globitarsis
Toccolus globitarsis is een hooiwagen uit de familie Epedanidae.